# La Baña (La Coruña)
La Baña (oficialmente y en gallego: A Baña) es un municipio perteneciente a la provincia de La Coruña, en Galicia, situado a 52 km al suroeste de la capital provincial. Es zona de relieve quebrado y abundante vegetación. Su economía se basa en la agricultura (hortalizas, patatas, maíz, forrajes) y la ganadería (vacuna, lanar, porcina). Sus principales monumentos son las iglesias de San Vicente (románica) y del Castro (siglo XVII), renacentista). Su población es de 3415 habitantes (INE 2020).

## Etimología
El topónimo Avania está bien documentado y desde antiguo. Además del citado códice de Toxosoutos, se puede encontrar en otros documentos medievales perfectamente referenciado y con la misma forma: "...San Iurgio in Transtamarem. cum tota terra sua quam maiorem ab antiquo habuit, videlicet cum Carnota, Entines, Jalles, Barcala, Auania et de Celtigos, quantum magis antiquitus habuit..." (Tumbo B de la catedral de Santiago, 1209).
Esta forma Avania, de origen paleoeuropeo, derivaría de la raíz indoeuropea *aw(e)- 'regar, fluir'.
Su forma original es Avaña (todo junto), habiendo sufrido en épocas más recientes, y fruto de un proceso de castellanización de topónimos totalmente ajeno a la evolución natural etimológica, la segmentación de la vocal inicial "A", al confundirse ésta con el artículo singular femenino en gallego y ser traducida por "La".
Estos falsos cortes se han producido también en otros topónimos gallegos mal castellanizados, como Ocrobe > Ogrobe > O Grobe > El Grove, o Aqua lata > Agolada > A Golada > La Golada > Golada.

## Geografía
- Altitud: 297 metros.
- Latitud: 42°58′ N
- Longitud: 8°46′ O
- Superficie: 98,2 km².

## Demografía
La Baña cuenta con una población de 3291 habitantes (INE 2024).
| Gráfica de evolución demográfica de La Baña entre 1842 y 2021 |
| |
| Población de derecho según los censos de población del INE Población de hecho según los censos de población del INEEn estos censos se denominaba Baña: 1842, 1857, 1860 y 1877 En estos censos se denominaba La Baña: 1887, 1897, 1900, 1910, 1920, 1930, 1940, 1950, 1960, 1970 y 1981 |

## Organización territorial
El municipio está formado por 102 entidades de población distribuidas en 15 parroquias:
- Barcala (San Cipriano)[9]
- Barro[9]
- Cabanas (San Miguel)
- Corneira (San Cristovo)
- Ermida[9]
- Fiopáns (San Pedro)
- La Baña[9]
- Lañas (Santa Eulalia)[10]
- La Riba[9]
- Marcelle (Santa Cristina)
- Monte (San Mamede)
- Ordoeste (Santa María)
- San Juan de Barcala (San Juan)[9]
- Suevos (San Mamede)
- Troitosende (Santa María)

## Historia
Su mención más antigua se da en documento datado el año 1153, y contenido en el tumbo del monasterio de Toxosoutos: "hereditatem que habetis in terra de Avania."